# 派遣秘書 (1993年の映画)
『派遣秘書』（はけんひしょ、原題: The Temp）は、1993年にアメリカ合衆国で制作されたスリラー映画。日本では劇場公開されずビデオスルーとなった。

## ストーリー
製菓会社に勤めるエリート社員のピーターは被害妄想によるパラノイアに苦しめられていた。治療を終え、ようやく職場復帰を果たした彼のもとに、休暇中の秘書に代わり派遣会社からやってきた派遣秘書クリスが現れる。妖艶な雰囲気を持つ彼女に惹かれていくピーターだったが、彼女は強い上昇志向の持ち主で、自らの目的のためなら手段を選ばない冷酷さを持っていた。ピーターはそんな彼女に次第に恐怖を抱いていくが、ちょうどその頃、会社の幹部が相次いで事故や自殺で命を失っていく。これも彼女の手によるものではないかという不安に襲われる彼だったが、これも精神病による被害妄想なのではないかという疑いにも襲われ、ついに精神に異常をきたしてしまう。

## キャスト
※括弧内は日本語吹替
- ピーター・ダーンズ - ティモシー・ハットン（関俊彦）
- クリス・ボーリン - ララ・フリン・ボイル（勝生真沙子）
- ロジャー・ジャッサー - ドワイト・シュルツ（津田英三）
- ジャック・ハートセル - オリヴァー・プラット（塩屋浩三）
- ブラッド・モントロー - スティーヴン・ウェバー（家中宏）
- シャーリーン・タウン - フェイ・ダナウェイ（弥永和子）
- シャロン・ダーンズ - モーラ・ティアニー（佐々木優子）
- サラ・マインホルト - コリーン・フリン（田中敦子）
- ローズマリー - リン・シェイ（滝沢ロコ）
- ランス - スコット・コフィ
- フェルドマン医師 - デイキン・マシューズ